# Monica Roșu
Monica Roșu (Bacău, 11 de mayo de 1987) es una gimnasta artística rumana.
Durante su carrera ganó dos medallas olímpicas de oro (en equipo y en salto de potro).

## Comienzos
Roșu empezó a entrenar en gimnasia en 1991 a los cuatro años de edad, en el club CSS Bacău.

## Carrera profesional
En 2003, Roșu compitió en su primer campeonato mundial en Estados Unidos, donde ganó una medalla de plata junto con su equipo, y quedó cuarta en salto de potro.
En la siguiente primavera ganó una medalla de oro en salto de potro y otra con su equipo en el Campeonato Europeo, en Ámsterdam.

## Retiro
En 2005 se lastimó, y después del Campeonato Mundial de 2005 se retiró.
En 2005, en Japón, participó en la competición televisada Kunoichi y en el show televisivo Monster Box.
En 2009 fue presentadora del show de televisión Forma Maxima, que promueve una forma de vida sana, por canal TVR1 (Rumania).
Entre sus invitados estuvieron Ion Țiriac (entrenador del tenista argentino Guillermo Vilas), Ilie Năstase y Gheorghe Hagi.
Desde entonces estudia una maestría en administración deportiva en Bucarest (Rumania).